# Théodore Simon Jouffroy
Théodore Simon Jouffroy (Pontets Doubs, 16 de Julho de 1796 — Paris, 4 de Fevereiro de 1842) foi um filósofo francês.
Filho de um preceptor, recebeu educação muito religiosa, mas desde a juventude foi influenciado pela leitura de Rousseau e Voltaire. Mais tarde, na Escola Normal, atravessoou uma crise espiritual da qual deixou um relato. Voltou-se então contra as antigas crenças e publicou no Le Globe, um artigo que se tornou célebre: Como terminam os dogmas. Foi professor da Faculdade de Letras e depois do Colégio de França.
No pensamento filosófico de Jouffroy a ideia central é de que há necessidade de se descobrir verdades morais, políticas e religiosas que tinham sido anteriormente sufocadas pelos dogmas. Espiritualista à maneira de Victor Cousin, foi também influenciado pela filosofia escocesa, chegando mesmo a traduzir algumas obras, como as Obras completas de Thomas Reid. Como os escoceses, Jouffroy tendia a reduzir a filosofia à psicologia. Em seu Curso de estética, percebe-se a influência de Kant.